# Béatrice La Palme
Béatrice La Palme, née Marie Anne Béatrice Alice La Palme le 27 juillet 1878 et décédée le 8 janvier 1921, est une violoniste, soprano et professeure de chant canadienne ayant fait carrière au Québec et à l'international.

## Biographie
Marie Anne Béatrice Alice La Palme naît le 27 juillet 1878 à Belœil au Québec. Elle commence sa formation musicale en apprenant le violon avec Frantz Jehin-Prume, entre autres. Elle gagne le prix Strathcona, ce qui lui permet, en 1895, de se rendre à Londres au Royal College of Music, où elle étudie avec Enrique Fernández Arbós,. C'est avec son professeur de chant, Gustave Garcia, que ses capacités vocales sont découvertes. En 1903, elle fait ses débuts au Covent Garden. En 1908, à Paris, elle épouse le chanteur lyrique Salvator Issaurel et, en 1911, le couple s'installe à Montréal. 
Ses funérailles ont lieu le 12 janvier 1921 à l'église Saint-Léon à Westmount,. Elle est enterrée au Cimetière Notre-Dame-des-Neiges, à Montréal.

## Honneurs
- En 2004, la rue Béatrice-La Palme de la ville de Boucherville a été nommée en son honneur[9].